# Церковь Покрова на Лузе
Церковь Покрова на Лузе (Покровская и Трёхсвятительская церковь) — недействующий православный храм в Лузском районе Кировской области. Памятник архитектуры федерального значения. Расположен на левом берегу реки Лузы в лесу вдали от населённых пунктов. Ближайший населённый пункт — деревня Заборье — находится примерно в 3 км, Лальск — в 17 км на другом берегу реки. Формальный адрес — урочище Буркино, отсюда другое название Буркинский погост.

## История

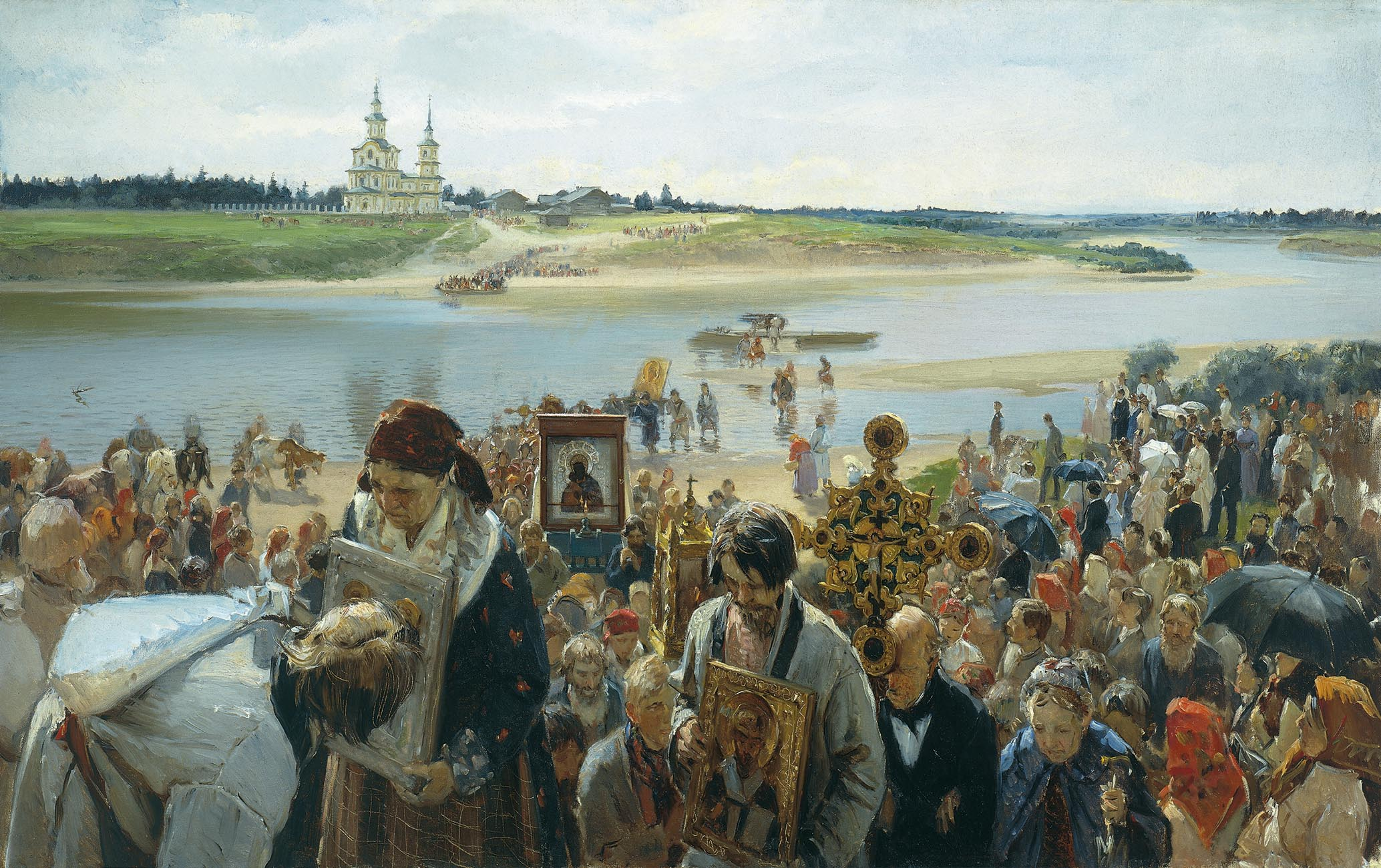
Покровская церковь на картине Иллариона Прянишникова «Крестный ход». 1893. Государственный Русский музей

Строительство было начато в 1729 году по заказу лальских купцов Семёна и Максима Пестовских. В 1740 году был освящён нижний, зимний храм (Трёхсвятительская церковь), в 1750 году — верхняя летняя Покровская церковь. Обстоятельства строительства неизвестны.

## Архитектура
Церковь представляет собой типичную для Русского Севера двухэтажную структуру, соединяющую зимнюю и летнюю церкви. Храм завершён восьмериком. Тем не менее, церковь Покрова на Лузе несёт и индивидуальные черты, не встречающиеся более в российском зодчестве XVIII века. Алтарь нижней церкви состоит из двух полукругов, однако в верхней церкви алтарь пятигранный. Основной восьмерик храма крупнее и удлинённее, чем обычно, а пристроенная в конце XVIII века к церкви с запада колокольня намеренно занижена, чтобы подчеркнуть основной объём церкви.
Фасадное убранство церкви очень богато для Русского Севера и комбинирует как местные элементы, встречающиеся в Лальске и Великом Устюге, так и следы московской послепетровской архитектуры, например, в структуре окон верхнего ряда.
В настоящее время церковь заброшена и медленно разрушается.

## Комментарии
1. ↑  К церкви есть дорога, проходимая для автомобилей, и добраться до неё можно как пешком, так и на автомобиле.